# Aguadas
Aguadas là một khu tự quản thuộc tỉnh Caldas, Colombia. Thủ phủ của khu tự quản Aguadas đóng tại Aguadas Khu tự quản Aguadas có diện tích 510 ki lô mét vuông. Đến thời điểm ngày 28 tháng 5 năm 2005, Aguadas có dân số 40807 người.